# 下普雄站
下普雄站（站牌彝文写作ꑤꁌꑪ/xiep pu xop）是一个成昆线上的铁路车站，位于四川省凉山彝族自治州越西县尔觉镇（原尔觉乡）四勿普村，建于1970年，目前为四等站，邮政编码为616654。目前客运：办理旅客乘降；不办理行李、包裹托运；货运：仅办理零担货物发到；办理整车路用货物发到。